# ليونيل بوين (سياسي)
ليونيل بوين (بالإنجليزية: Lionel Bowen)‏ هو سياسي أسترالي، ولد في 28 ديسمبر 1922 في Ultimo, New South Wales ‏ في أستراليا، وتوفي في 1 أبريل 2012 بسبب ذات الرئة. نشط حزبياً في حزب العمال الأسترالي.

## مناصب
- انتخب Minister for Communications (Australia) [الإنجليزية]‏ (19 ديسمبر 1972 – 12 يونيو 1974).
- انتخب وزير الصناعة والابتكار [الإنجليزية]‏ (6 يونيو 1975 – 11 نوفمبر 1975).
- انتخب وزير التجارة [الإنجليزية]‏ (11 مارس 1983 – 13 ديسمبر 1984).
- انتخب نائب رئيس المجلس التنفيذي [الإنجليزية]‏ (14 يوليو 1983 – 24 يوليو 1987).
- انتخب المدعي العالم لأستراليا [الإنجليزية]‏ (13 ديسمبر 1984 – 4 أبريل 1990).
- انتخب عضو الجمعية التشريعية لنيو ساوث ويلز.
- انتخب عضو مجلس النواب الأسترالي عن دائرة Division of Kingsford Smith [الإنجليزية]‏ (25 أكتوبر 1969 – 19 فبراير 1990).
- انتخب نائب رئيس وزراء أستراليا [الإنجليزية]‏ (11 مارس 1983 – 4 أبريل 1990).